# Андраш Куттік
Андраш Куттік (угор. Kuttik András, 23 травня 1896, Будапешт — 2 січня 1970, Аньйо) — угорський футболіст, що грав на позиції. По завершенні ігрової кар'єри — тренер.

## Ігрова кар'єра
У дорослому футболі дебютував 1918 року виступами за команду «33 ФК Будапешт».
З 1923 року він продовжував свою кар'єру в Італії і грав за клуби «Модена», «Про Патрія» та «Леньяно».
Влітку 1926 року він повернувся в «Про Патрію» і працював граючим тренером, а через рік він працював у такому ж статусі в «Леньяно», перш ніж він остаточно закінчив свою ігрову кар'єру в 1928 році.

## Кар'єра тренера
Першим повноцінним тренерським досвідом для Куттіка стала «Верона» з Серії В, 1929 року став головним тренером команди і тренував команду з Верони три роки. В подальшому Куттік працював до 1950 року в Італії як тренер з низкою команд, а потім у сезоні 1951/52 очолював мексиканський клуб «Гвадалахара». Проте після одного сезону він повернувся до Італії та вдруге у кар'єрі очолив «Козенцу».
Влітку 1959 року Андраш прийняв пропозицію від турецького клубу вищого дивізіону «Бешикташ» і продовжив свою кар'єру в Туреччині. З цим клубом він виграв нещодавно засновану турецьку Суперлігу.
Незважаючи на цей дуже успішний сезон, подальша співпраця між Куттіком і «Бешикташем» була непевною. Стамбульський клуб почав вести переговори з італійцем Сандро Пуппо, і 19 липня 1960 року Куттік був замінений на Пуппо. Після цього Андраша взяв «Гезтепе» і таким чином угорець продовжив роботу в Туреччині. З «Гезтепе» Куттік закінчив сезон на низькому 13-му місці, після чого був звільнений.
Після закінчення сезону Куттік повернувся в «Бешикташ». Після того, як «Бешикташ» завершив перший раунд нижче очікуваннь, в пресі вже обговорювали питання щодо звільнення Куттіка. Таким чином, заміна тренера клубу за три місяці до кінця сезону на югослава Любишу Спаїча не викликала здивування.
Куттік залишився до кінця сезону без зайнятості, а на наступний сезон очолив клуб «Вефа Спор» (Стамбул), проте вже в листопаді 1962 року покинув клуб.
Після трьох років роботи в Туреччині Куттік повернувся в Італію і працював в структурі клубу «Барі».
Помер 2 січня 1970 року на 74-му році життя у швейцарському місті Аньйо.

## Титули і досягнення

### Як тренера
- Чемпіон Туреччини (1):

«Бешикташ»: 1959–60